# Бужанка (Володимирський район)
Бужа́нка — село в Україні, у Поромівській громаді Володимирського району Волинської області.

## Історія
Перша письмова згадка про село датується 6 лютого (14 лютого за новим стилем) 1401 року.
До 1921 року на мапах село писалось як Божанка. У період між 1921—1931 роками, з невідомих причин, польські картографи почали позначати село як Бужанка .Церква дерев'яна, перенесена з Володимира з урочища Іллінщина.
У селі виділялись урочища: Куток, Перегорода, Підцерківці, Панська вулиця, Селовська вулиця, Стара Коршма. В полях біля села: Замогили, Новина, Острівки, Брід, Журатин, Рудка, Цеплі, Березина, Одміна, Гребелька, Загайок, Марків курган, Селинська дорога. На Панській вулиці був фільварок, а на широкому болоті водяний млин. В урочищі Замогили було багато курганів, з яких залишилося лише два. На Старій Коршмі знайдено скарб срібних і золотих монет (литовські, польські і чеські).
У 1906 році село Хотячівської волості Володимир-Волинського повіту Волинської губернії. Відстань від повітового міста 20 верст, від волості 11. Дворів 56, мешканців 394.
Згідно з переписом 1911 року велика земельна власність належала Ледухівському — 2855 десятин (разом зі Іваничами).
До 9 серпня 2016 року — адміністративний центр Бужанківської сільської ради Іваничівського району Волинської області.
12 червня 2020 року, відповідно до розпорядження Кабінету Міністрів України № 708-р «Про визначення адміністративних центрів та затвердження територій територіальних громад Волинської області», увійшло до складу Поромівської сільської територіальної громади.
19 липня 2020 року, в результаті адміністративно-територіальної реформи та ліквідації  Іваничівського району, село увійшло до новоутвореного Володимир-Волинського району (від 18 липня 2022 Володимирського).

## Населення
Згідно з переписом УРСР 1989 року чисельність наявного населення села становила 716 осіб, з яких 344 чоловіки та 372 жінки.
За переписом населення України 2001 року в селі мешкало 786 осіб.

### Мова
Розподіл населення за рідною мовою за даними перепису 2001 року:
| Мова       | Відсоток |
| ---------- | -------- |
| українська | 99,36 %  |
| російська  | 0,51 %   |
| білоруська | 0,13 %   |